# 坦纳分期
坦纳分期又称坦纳阶段、性成熟评定（sexual maturity rating，SMR），是一种评定兒童、青少年，甚或成人第一性征与第二性征发育阶段的分期标度，用于确定青春期是否发育恰当，或成人是否性发育不全。坦纳分期包含项目如生殖器、睾丸体积、阴毛、乳房的发展。
坦纳分期最早由英国儿科医生詹姆斯·坦纳于20世纪40～60年代在英国进行纵向研究时开发的，因此得名。由于本身的差异，每个人经历坦纳分期的速率，取决于青春期的时长。在艾滋病毒的治疗中，坦纳分期可用于确定所遵循的治疗方案（成人、青少年或儿童）。

## 阶段定义
文字改编：医学博士劳伦斯·尼因斯坦。

### 男性生殖器
阶段一

青春期前（睾丸体积少于1.5ml，阴茎3cm或以下），一般为9岁及以下。
阶段二
睾丸体积介于1.6到6ml，阴囊皮肤变薄、变红或扩大，阴茎长度不变，为9到11岁。
阶段三
睾丸体积介于6到12ml，阴囊进一步变大，阴茎延长至6cm，为11到12岁半个月。
阶段四
睾丸体积介于12到20ml，阴囊进一步变大且加深，阴茎周长延展至10cm，为12岁半个月到14岁。
阶段五
睾丸体积20ml以上，阴囊成年，阴茎延长至15cm，为14岁以上。

### 女性乳房
阶段一
胸部皮肤出现乳晕轮廓，一般为10岁及以下。
阶段二

乳腺呈芽状，周围有小部分腺体组织，乳晕开始扩大，为10岁到11岁半个月。
阶段三
乳房更为突出，超出乳晕，边界不断扩大，乳房周围轮廓仍然保留，为11岁半个月到13岁。
阶段四
乳房尺寸和高度与自身比较有增加，乳晕和乳头堆积在一起，乳房轮廓突出，为13到15岁。
阶段五
乳房最终达到成人形态（乳房大小没有定则），乳晕返回乳房周围轮廓，乳头中心突出，为15岁以上。

### 兩性阴毛
阶段一
无阴毛（青春期前状态），为10岁及以下。
阶段二
少量变长，男性的阴茎和阴囊的绒毛，和女性的阴唇出现轻度色素沉着，为10岁到11岁半个月。
阶段三
阴毛变粗且卷曲，开始横向延伸，为11岁半个月到13岁。
阶段四
成人般毛质，除了大腿内侧，耻骨跨度变长，为13到15岁。
阶段五
阴毛延长至大腿内侧表面，为15岁以上。

## 批評
坦纳分期可能导致色情制品被错误认定为非法的儿童色情制品，因此遭受色情行业批评：美国有政府官员拿它判定色情女演员卢佩·富恩特斯是未成年人，以此断定其主演的DVD属非法制品（在美国，持有儿童色情制品即可遭到监禁）；富恩特斯在审判中现身说法，提供了证明該DVD为合法生产的文件。本标度的作者坦纳也认为，拿坦纳分期来进行年龄分类不是坦纳分期的预期用途：坦纳分期的各阶段不与实际年龄匹配，仅代表发育成熟的阶段，在年龄估计方面不具备特征性。

### 青春期現象
- 第二性徵
- 男性：初精
- 女性：初潮（初經）、乳房初長
- 陰毛初現
- 性腺初育